# Daawat-e-Ishq
Daawat-e-Ishq (traducción:  Feast of Love) es una comedia romántica de 2014 en lengua hindi dirigida por Habib Faisal y producida por Aditya Chopra bajo la bandera de Yash Raj Films. Está protagonizada por Parineeti Chopra y Aditya Roy Kapur. La banda sonora fue compuesta por Sajid-Wajid.
La película fue estrenada el 19 de septiembre de 2014, con críticas en su mayoría positivas. The Hindu dijo que Daawat-e-Ishq era una "receta potente", y Times of India le dio cuatro estrellas de cinco. La película recaudó ₹ 12.7 millones de rupias en la taquilla en su primera semana.

## Trama
Gulrez "Gullu" Qadir (Parineeti Chopra) vive en una mohalla  de clase media baja de Hyderabadi  como vendedora de zapatos con sueños de ir a América. Vive con su padre Abdul Qadir (Anupam Kher) que busca una pareja adecuada para ella pero no puede permitirse pagar una gran dote, lo que solo le conseguirá un tipo grosero y grosero. Esto no hace que Gullu pierda su optimismo y humor. En su búsqueda para encontrar a su Mr. Universo, se enamora de Amjad (Karan Wahi) y deciden casarse. Las cosas no funcionan ya que los padres de Amjad piden 80 lakhs de dote. Enfurecido, Gullu planea atrapar a un novio hambriento de dote bajo el IPC 498A (ley de dote) y recuperar las lagunas de dinero de él para cumplir su sueño de ir a América. 
Ella y su padre van a Lucknow con identidades falsas e interceptan al gerente de un renombrado restaurante "Big Boss Haidari Kebab", conocido como Tariq "Taru" Haider (Aditya Roy Kapur). Eligen a Tariq como su objetivo y cuando los padres de Tariq le piden la dote a Abdul, ella graba en secreto toda la conversación. Durante los tres días previos a la boda, Taru y Gullu se conocen y Gullu comienza a enamorarse de Taru. Para su sorpresa, Taru le da 40 lakhs en efectivo de sus propios ahorros, que su padre le pidió como dote. De esta manera, el padre de Taru puede mantener sus convenciones. Y cuando el padre de Gullu le da al padre de Taru las 40 lakhs, no habrá sido una dote real. 
Gullu sigue con su plan de drogar a Taru en su noche de bodas y se escapa con todo el dinero, también recuperando 40 lakhs más de la familia de Taru a través de un oficial de policía, chantajeándolo para que presente cargos bajo la sección 498A. Taru decide vengarse cuando descubre su verdadera identidad. Mientras tanto, Gullu y Abdul empiezan a prepararse para salir hacia América. Gullu se siente arrepentido y culpable por estafar a una persona honesta y decide devolver todo el dinero. Cuando llegan a la estación de tren para abordar un tren a Lucknow, Gullu se enfrenta a Taru. Gullu devuelve todo el dinero y le confiesa su amor por él. Se reúnen y planean una verdadera boda sin ninguna dote. Mientras tanto, Amjad se da cuenta de su error después de ver el vídeo de su boda y se enfrenta a sus padres por exigir una dote. 

## Reparto
- Aditya Roy Kapur como Tariq "Taru" Haidar.
- Parineeti Chopra como Gulrez "Gullu" Qadir / Sania Habibullah.
- Anupam Kher como Abdul Qadir / Shahriyar Habibullah.
- Sumit Gaddi como Neeraj.
- Karan Wahi como Amjad.
- Poojan Parikh como el padre de Tariq Haiders.
- Ritesh MM Shukla como personal de Haider 6º.

## Producción
Daawat-e-Ishq es la segunda colaboración entre Habib Faisal y Parineeti Chopra después de Ishaqzaade. El actor de televisión Karan Wahi hizo su debut en la pantalla grande con esta película. Anupam Kher iba a protagonizarla. La película se rodó extensamente en Hyderabad y Lucknow.

### Coreografía
Los coreógrafos son:
- Rekha y Chinni Prakash para la canción "Daawat-e-Ishq" y "Rangreli".[13]
- Bosco-Caesar para la canción "Shayrana".
- Adil Shaikh por las canciones "Mannat" y "Jaadu Tone Waaliyan".

## Banda sonora
| Daawat-e-Ishq                                      | Daawat-e-Ishq       |
| -------------------------------------------------- | ------------------- |
| Banda sonora por Sajid-Wajid                       |                     |
| Lanzada                                            | 18 de julio de 2014 |
| Género                                             | Banda sonora        |
| Duración                                           | 27:56               |
| Idioma                                             | Hindi               |
| Discográfica                                       | YRF Music           |
| Cronología de Sajid-Wajid                          |                     |
| Heropanti Daawat-e-Ishq Tevar (2014) (2014) (2014) |                     |

La banda sonora completa fue lanzada por YRF Music el 18 de julio de 2014.
Todas las letras están escritas por Kausar Munir; toda la música está compuesta por Sajid-Wajid.
Banda sonora de Daawat-e-Ishq
| N.º             | Título                         | Cantante(s)                                    | Duración |
| --------------- | ------------------------------ | ---------------------------------------------- | -------- |
| 1.              | "Daawat-e-Ishq"                | Javed Ali, Sunidhi Chauhan                     | 5:20     |
| 2.              | "Mannat"                       | Keerthi Sagathia, Sonu Niigaam, Shreya Ghoshal | 4:59     |
| 3.              | "Rangreli"                     | Wajid, Sreya Ghoshal                           | 3:54     |
| 4.              | "Shayarana"                    | Shalmali Kholgade                              | 4:16     |
| 5.              | "Jaadu Tone Waaliyan"          | Shabab Sabri                                   | 4:12     |
| 6.              | "Mannat" (Repetida)            | Sonu Nigam, Sreya Ghoshal                      | 2:55     |
| 7.              | "Daawat-e-Ishq" (Instrumental) | -                                              | 1:50     |
| Duración total: | Duración total:                | Duración total:                                | 27:56    |

## Taquilla
Se suponía que la película se estrenaría el 5 de septiembre, pero se pospuso al 19 de septiembre para evitar la competencia con  Mary Kom. La película recaudó ₹ 3.25 millones de rupias  en su día de estreno y recaudó aproximadamente ₹ 12 millones de rupias en su primer fin de semana. Daawat-e-Ishq finalizó su carrera teatral con colecciones mundiales de ₹ 35.58 millones de rupias   .  

## Premios y nominaciones
| Premio                       | Categoría                                         | Destinatarios y nominados                                                                          | Resultado | Ref. |
| ---------------------------- | ------------------------------------------------- | -------------------------------------------------------------------------------------------------- | --------- | ---- |
| VII Premios de Música Mirchi | Mejor Ingeniero de Canciones (Grabación y Mezcla) | rowspan="" style="background-color:none;color:black; text-align:center; vertical-align:middle;" \| | [ 16 ]    |      |